# سهره زرشکی
سهرهٔ زرشکی (نام علمی: Neochmia phaeton)، یک گونه از پرندگان خانواده سهرگان ریز است که در سراسر استرالیای شمالی و همچنین بخش‌هایی از جنوب گینه نو یافت می‌شود. سهره‌های زرشکی دارای کت سرمه‌ای روشن و متمایز هستند و به دلیل تهاجمی بودنشان شناخته می‌شوند.